# Кресло с подголовником

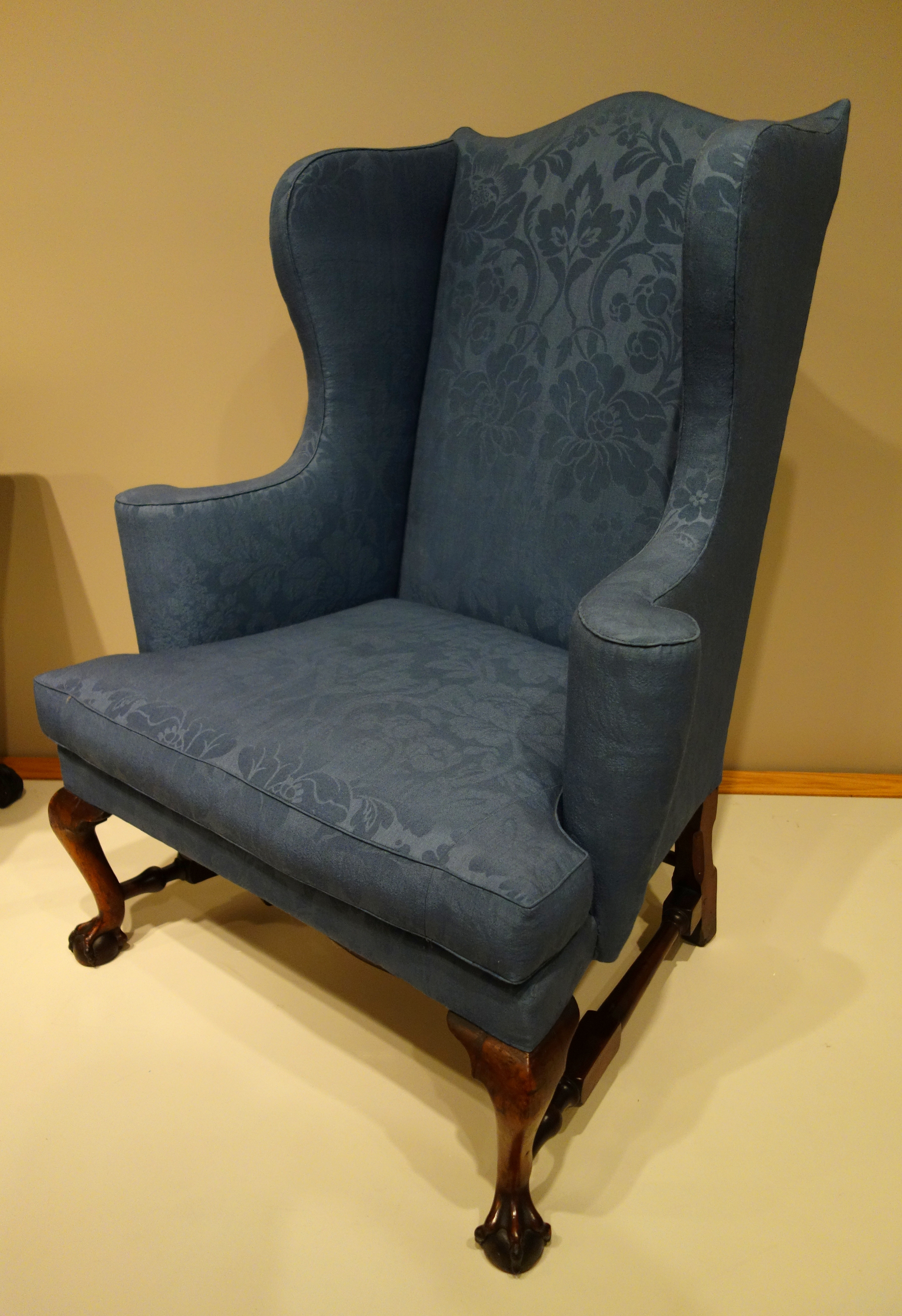
Кресло с подголовником (предположительно 1760-1780 гг.) из коллекции музея Уинтертур, Бостон

Кресло с подголовником (англ. wing chair, wing-back chair, wing-back, дословно — кресло с крыльями) — модель глубокого кресла с широким подголовником. В России эта модель также известна как ушастое кресло, кресло с ушами и Вольтеровское кресло.

## История
Кресла с подголовником впервые появились в Англии в 1600-е годы, с тех пор их дизайн почти не изменился. Они стали повсеместно популярными к 1720-му году.
В серии книг «Столярное искусство», опубликованных с 1769 о 1775 год, французский мастер столярного дела Андре-Жакоб Рубо описывает распространённое кресло «пастушка» (la bergère) с высокой вкладной мягкой подушкой и мягкими манжетами в центре подлокотников. Модель, в которой по бокам спинки такого кресла появлялись «уши», мастер называет «бержер с ушами» (la bergère à oreilles) или «бержер со щеками» (la bergère à joues).
Примерно в 1880 году в Англии появилось ещё одно название для такого типа кресел — «дедушкино кресло» (grandfather chair).

## Этимология в России
Александр Башилов, автор комедии «Все правы по-своему», опубликованной в 1856 году в журнале «Москвитянин» описывает вольтеровское кресло как раскладное («старое высокое раздвижное вольтеровское кресло»). «Полный англо-русский словарь» под редакцией Александрова 1879 года также называл «вольтеровским креслом» кресло с откидной спинкой (reclining chair). В России начала XVIII века высокие раскладные «вольтеровские кресла» изготавливала, в частности, мастерская Гамбса. Впоследствии значение того, что «вольтеровское кресло» обязательно должно быть раскладным, было утрачено, и этим словосочетанием стали обозначать просто глубокое кресло с высокой спинкой.